# (234) Barbara
(234) Barbara ist ein Asteroid des inneren Hauptgürtels, der am 12. August 1883 vom deutsch-US-amerikanischen Astronomen Christian Heinrich Friedrich Peters am Litchfield Observatory in New York entdeckt wurde.
Der Asteroid wurde vermutlich benannt nach der Heiligen Barbara sowie einer Verwandten des Wiener Gelehrten Ibbotson. Die Namensgebung erfolgte auf der Wiener Tagung der Astronomischen Gesellschaft.

## Wissenschaftliche Auswertung
Aus Ergebnissen der IRAS Minor Planet Survey (IMPS) wurden 1992 Angaben zu Durchmesser und Albedo für zahlreiche Asteroiden abgeleitet, darunter auch (234) Barbara, für die damals Werte von 43,8 km bzw. 0,23 erhalten wurden. Bei einer interferometrischen Messung am 15. November 2005 mit dem Very Large Telescope Interferometer (VLTI) am Paranal-Observatorium in Chile war für (234) Barbara ein mittlerer Durchmesser von 44,6 ± 0,3 km abgeleitet worden. Dabei wurden Hinweise auf eine mögliche Binarität gefunden, denn die Daten passten auch zu einem System aus zwei Körpern mit 37 und 21 km Durchmesser, deren projizierter Abstand etwa 24 km betrug. Eine Auswertung von Beobachtungen durch das Projekt NEOWISE im nahen Infrarot führte 2011 zu vorläufigen Werten für den Durchmesser und die Albedo im sichtbaren Bereich von 53,8 km bzw. 0,15. Nachdem die Werte nach neuen Messungen mit NEOWISE 2012 auf 45,3 km bzw. 0,21 geändert worden waren, wurden sie 2014 auf 45,5 km bzw. 0,21 korrigiert.
Photometrische Messungen des Asteroiden fanden erstmals statt am 16. und 23. März 1974 am Observatorium Kvistaberg in Schweden. Dabei wurde zwar eine Veränderlichkeit festgestellt, aber keine Rotationsperiode abgeleitet. Dies gelang dann nach Beobachtungen vom 13. bis 16. September 1976 am Cerro Tololo Inter-American Observatory in Chile, wo aus der aufgezeichneten Lichtkurve eine Rotationsperiode von 26,5 h bestimmt wurde. Neue Messungen am 8. und 9. März 2007 am Oakley Observatory des Rose-Hulman Institute of Technology in Indiana konnten nicht weiter ausgewertet werden. Nach photometrischen Beobachtungen vom 31. Dezember 2013 bis 25. Februar 2014 am Organ Mesa Observatory in New Mexico wurde für die Rotationsperiode ein verbesserter Wert von 26,473 h erhalten.
In einer Untersuchung von 2015 erfolgte eine Auswertung photometrischer Daten aus dem Zeitraum 1979 bis 2011 sowie der Beobachtungen von zwei Sternbedeckungen durch den Asteroiden am 5. Oktober 2009 und am 21. November 2009. Mit dem neuartigen Algorithmus für Knitted Occultation, Adaptive Optics und Lightcurve Analysis (KOALA) wurde daraus ein dreidimensionales Gestaltmodell des Asteroiden für eine Rotationsachse mit retrograder Rotation und einer Periode von 26,4744 h berechnet. Für den volumenäquivalenten Durchmesser ergab sich ein Wert von 46 ± 5 km. Die Form von (234) Barbara ist höchst unregelmäßig und weist große Konkavitäten auf. Ein Vergleich des Modells mit den VLTI-Beobachtungen (siehe oben) zeigte, dass deren Messdaten auch ohne die Anwesenheit eines großen Satelliten erklärt werden können, denn auch die Sternbedeckungen konnten die Anwesenheit eines solchen Begleiters nicht nachweisen.
Beobachtungen vom 15. Mai bis 2. Juli 2019 im Rahmen einer Zusammenarbeit innerhalb der Italian Amateur Astronomers Union (UAI) an zwei verschiedenen Observatorien in Italien führten zu einer weiteren Bestimmung der Rotationsperiode von 26,48 h. Aus archivierten Daten des Asteroid Terrestrial-impact Last Alert System (ATLAS) aus dem Zeitraum 2015 bis 2018 wurden dann in einer Untersuchung von 2020 mit der Methode der konvexen Inversion für ein dreidimensionales Gestaltmodell des Asteroiden auch zwei alternative Positionen für die Rotationsachse mit einer retrograden Rotation sowie eine Periode von 26,480 h bestimmt.
Zwischen 2012 und 2018 wurden mit der All-Sky Automated Survey for Supernovae (ASAS-SN) auch photometrische Daten von 20.000 Asteroiden aufgezeichnet. Auf mehr als 5000 davon konnte erfolgreich die Methode der konvexen Inversion angewendet werden, darunter auch (234) Barbara, für die in einer Untersuchung von 2021 ein verbessertes dreidimensionales Gestaltmodell für eine Rotationsachse mit retrograder Rotation und einer Periode von 26,474 h berechnet wurde. Aus den Daten von ATLAS konnte in einer Untersuchung von 2022 mit der Methode der konvexen Inversion noch einmal eine Rotationsperiode von 26,477 h berechnet werden.
Abschätzungen von Masse und Dichte für den Asteroiden (234) Barbara aufgrund von gravitativen Beeinflussungen auf Testkörper hatten in einer Untersuchung von 2012 zu als unrealistisch bewerteten Ergebnissen geführt.

## Asteroiden vom Barbara-Typ (Barbarians)
Seit 1995 wurde über einen Zeitraum von 10 Jahren an der Astronomischen Einrichtung Leoncito (CASLEO) in Argentinien mit einem Photopolarimeter ein Langzeitprojekt zur polarimetrischen Beobachtung von Kleinplaneten durchgeführt. Dabei wurde festgestellt, dass der Asteroid (234) Barbara sehr ungewöhnliche polarimetrische Eigenschaften aufweist, nämlich eine stark negative Polarisation bei Phasenwinkeln über 20°. Die Phasenwinkel-Polarisations-Beziehung bei diesem Asteroiden war bis dahin einzigartig und wurde von keinem anderen bekannten atmosphärenlosen Körper unseres Sonnensystems erreicht. Die Gründe für die besonderen polarimetrischen Eigenschaften dieses Asteroiden waren damals im Wesentlichen unbekannt, es wurden nur einige vorläufige Vermutungen angestellt:
- Die „natürlichste“ Erklärung für die anomale Polarisation des gestreuten Sonnenlichts von (234) Barbara könnte auf eine abnorme Eigenschaft der Mikrostruktur ihrer Oberfläche zurückzuführen sein, u. a. die durchschnittliche Größe der Regolithpartikel und/oder das Vorhandensein ungewöhnlicher Gefälle in den Oberflächenschichten.
- Die anomale Polarisation des gestreuten Sonnenlichts dieses Asteroiden könnte aber auch auf eine ungewöhnliche Eigenschaft seiner Gestalt schließen lassen. Eine sehr spekulative Möglichkeit könnte in diesem Zusammenhang mit dem Vorhandensein sehr großer Einschlagkrater auf der Oberfläche zusammenhängen, die zu ausgedehnten, großflächigen Konkavitäten führen, die unter den verschiedensten Beobachtungsbedingungen sichtbar sind. Das Vorhandensein ausgedehnter Konkavitäten könnte dabei die allgemeinen Beleuchtungsbedingungen der Oberfläche im Vergleich zu gewöhnlicheren, konvexen Körpern verändern, was Auswirkungen auf den über die gesamte sichtbare Oberfläche gemittelten Polarisationszustand des gestreuten Sonnenlichts haben könnte.

Weitere polarimetrische Beobachtungen von 2005 bis 2007 am CASLEO konnten die Messergebnisse betreffend (234) Barbara bestätigen und fanden darüber hinaus weitere Asteroiden mit einem vergleichbaren Polarisationsverhalten, wie (172) Baucis, (236) Honoria, (980) Anacostia und (679) Pax. Die ersten drei gehören alle der Spektralklasse L bzw. Ld an, während der letzte der Klasse K zugerechnet wird. Die polarimetrischen Eigenschaften dieser Objekte könnten durch eine Mischung von Partikeln mit hoher und niedriger Albedo in ihrem Regolith erzeugt werden als Folge der Fragmentierung eines Substrats, das ähnliche spektrale Eigenschaften wie kohlige Chondrite aufweist. Obwohl calcium- und aluminiumreiche Einschlüsse (CAIs) in allen Chondriten vorkommen, wiesen Modellrechnungen darauf hin, dass die Asteroiden vom Barbara-Typ einen mehrfachen Gehalt an CAIs als üblich und auch hochbrechende Minerale wie Spinell enthalten müssten, die als erste Kondensate aus der solaren Urwolke gelten und damit das älteste jemals im Sonnensystem gefundene Material darstellen. Auch Beobachtungen im Jahr 2008 am Mauna-Kea-Observatorium auf Hawaiʻi bestätigten wieder das Verhalten von (234) Barbara und lieferten mit (387) Aquitania einen weiteren Angehörigen der nun nach ihrem ersten Mitglied Barbarians benannten neuen Klasse von Asteroiden mit großem Inversionswinkel (LIA).
Auch wenn die Ergebnisse den direkten Zusammenhang zwischen Konkavitäten und Polarisationseigenschaften, wie in der polarimetrischen Untersuchung von 2006 vermutet, zu stützen schienen, gab es zunächst keine theoretische Grundlage dafür. Grundsätzlich ist es auch möglich, dass das Vorhandensein von Konkavitäten nur indirekt mit der Polarimetrie zusammenhängt. Obwohl die kollisionsbedingte Aushöhlung die Zusammensetzung oder Textur der Oberfläche verändert haben könnte, indem sie Schichten freilegte, die sonst verborgen geblieben wären, oder indem sie eine Schicht Oberflächenregolith umverteilt/abgestoßen hat, kann nicht ausgeschlossen werden, dass die gemeinsamen spektralen Eigenschaften der Barbarians im Wesentlichen auf ihre Zusammensetzung zurückzuführen ist.